# El Arenal (Spagna)
El Arenal è un comune spagnolo di 1 059 abitanti situato nella comunità autonoma di Castiglia e León.